# Cereus repandus
Cereus repandus, conocida comúnmente como cactus manzana peruano, cardón uruguayo o cadushi, es una especie de planta suculenta perteneciente al género Cereus, dentro de la familia Cactaceae. Se distribuye por el sur del Caribe, desde Venezuela hasta Colombia.

## Descripción

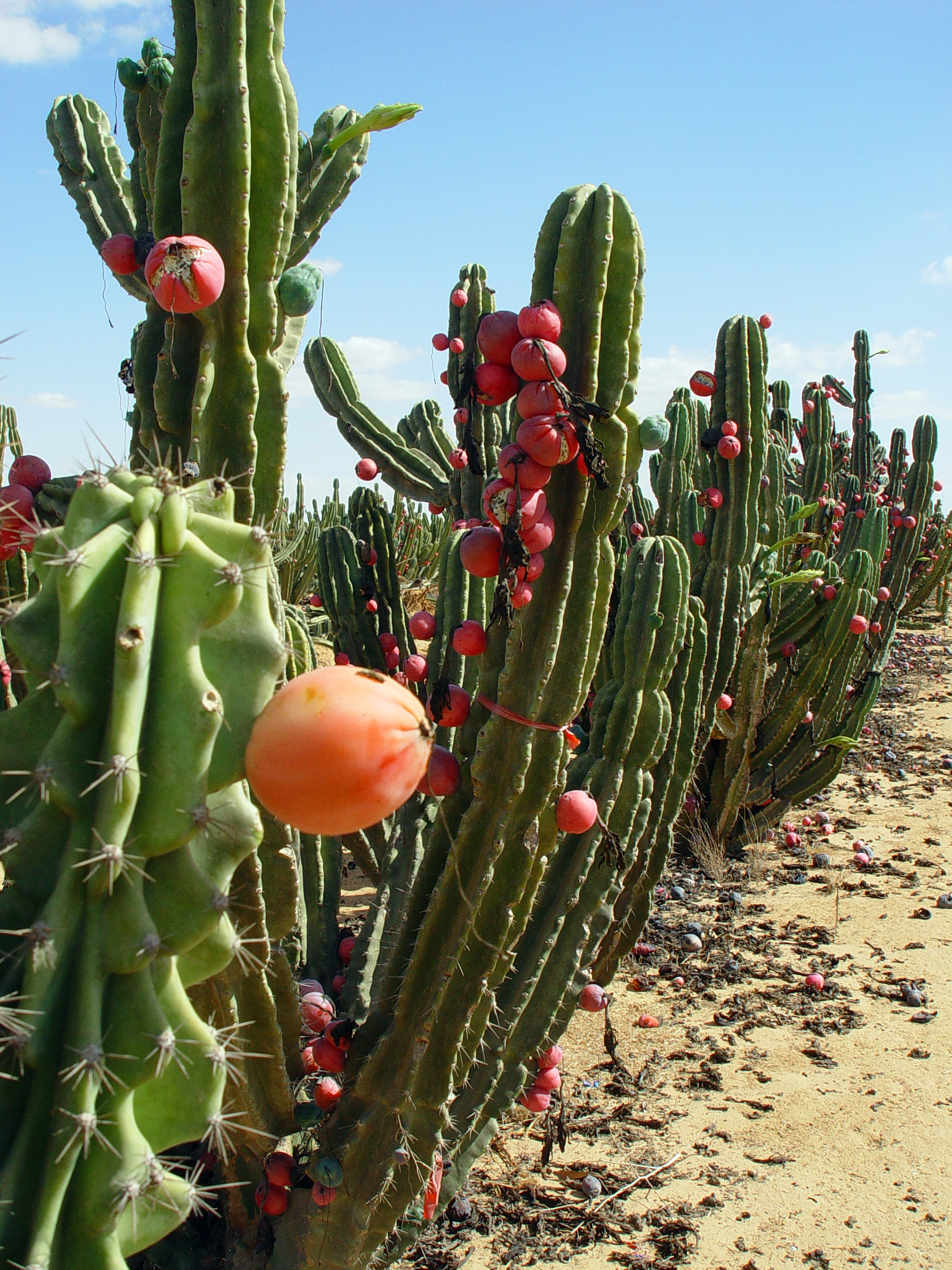
Detalle del fruto

Cereus repandus es una especie de cactus que a menudo tiene apariencia de árbol y tiene tallos cilíndricos de color verde grisáceo a azul. Pueden alcanzar 10 m de altura y de 10 a 20 cm de diámetro de forma natural. Sin embargo, si se sostiene con un andamio o soporte artificial, puede llegar a crecer hasta los 34 m de altura, como el ejemplar de la Facultad de Ciencias Dentales en Dharwad, Karnataka, India,haciéndolo el cactus más alto del mundo. 
Presenta de 9 a 10 costillas redondeadas que miden hasta 1 cm de alto, sobre las que se asientan areolas pequeñas muy separadas unas de otras. Las espinas son grises, tienen forma de aguja y son muy variables. A menudo son numerosas, pero también pueden faltar por completo. Las espinas más largas miden hasta 5 cm de largo. 

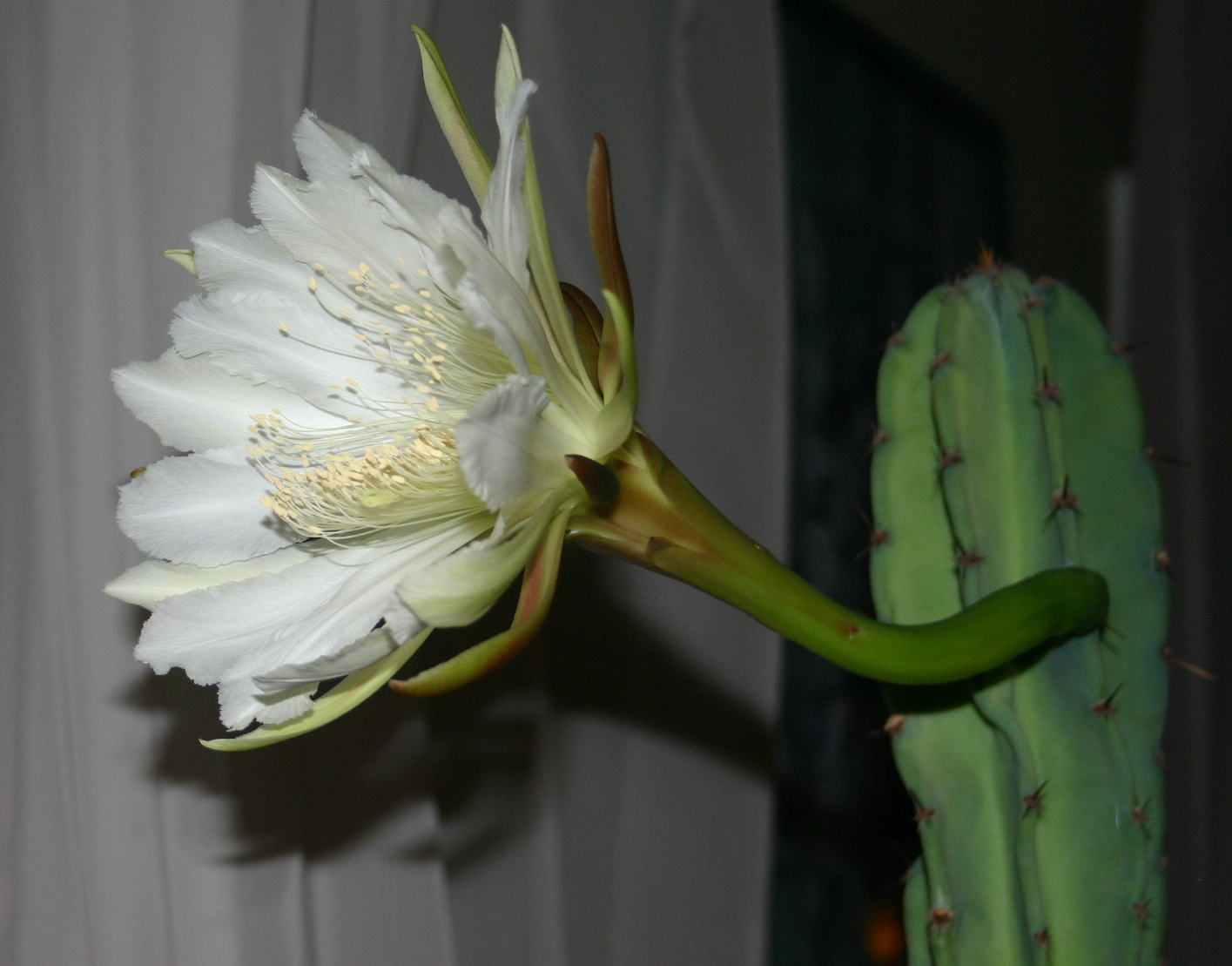
Detalle de la flor

Las flores son grandes, de color crema y nocturnas. Permanecen abiertas solo una noche y son de vital importancia para los murciélagos polinizadores. Los frutos, conocidos localmente como pitaya, olala (solo en algunas partes de Bolivia) o manzana peruana, no tienen espinas y el color de la piel varía de violeta rojizo a amarillo. La pulpa es comestible, de color blanco y contiene semillas pequeñas, crujientes y también comestibles. Además, la pulpa se endulza a medida que la fruta se abre por completo. 

## Distribución y hábitat
El área de distribución nativa de esta especie abarca Colombia, Antillas Neerlandesas, Venezuela, Antillas Venezolanas y las Islas de Barlovento. Además se ha introducido en la República Dominicana. Crece principalmente en el bioma tropical, que es estacionalmente seco.

## Ecología
Como el cactus crece en regiones áridas y fructifica en las estaciones secas, la fruta es una fuente esencial de alimento para las aves en su área de distribución nativa. 

## Taxonomía
La primera descripción de esta especie fue como Cactus repandus , publicada en 1753 por el naturalista sueco Carl Linnaeus en el libro Species Plantarum: 467.
Más tarde, el botánico británico Philip Miller trasladó la especie al género Cereus, por lo que pasó a llamarse Cereus repandus. Registró estos cambios en el libro The Gardeners Dictionary ed. 8: n.° 5, publicado en 1768.
Etimología
- Cereus: nombre genérico que deriva del término latíno cereus (que se traduce como 'vela' o 'cirio'), haciendo alusión a su forma alargada perfectamente recta.[7]
- repandus: epíteto específico que proviene del latín y que significa 'ligeramente ondulado', haciendo referencia a la forma de las costillas de la especie.[8]

Sinonimia
- Acanthocereus horribarbis (Salm-Dyck) Borg, 1937
- Cactus peruvianus L., 1753
- Cactus repandus L., 1753 (basónimo)
- Cephalocereus atroviridis (Backeb.) Borg, 1951
- Cephalocereus remolinensis (Backeb.) Borg, 1937
- Cereus atroviridis Backeb., 1931
- Cereus gracilis Haw., 1827
- Cereus grenadensis Britton & Rose, 1920
- Cereus horribarbis Salm-Dyck, 1850
- Cereus lanuginosus Mill., 1768
- Cereus margaritensis J.R.Johnst., 1905
- Cereus peruvianus (L.) Mill., 1768
- Cereus remolinensis Backeb., 1930
- Cereus repandus var. laetevirens Salm-Dyck, 1834
- Neoraimondia peruviana (L.) F.Ritter, 1981
- Pilocereus atroviridis Backeb., 1930
- Pilocereus fricii Backeb., 1930
- Pilocereus remolinensis Backeb., 1930
- Pilocereus repandus (L.) K.Schum., 1894
- Pilocereus russelianus subsp. margaritensis (JRJohnst.) Croizat, 1950
- Piptanthocereus peruvianus (L.) Riccob., 1909
- Stenocereus peruvianus (L.) R. Kiesling, 1982
- Subpilocereus atroviridis (Backeb.) Backeb., 1941
- Subpilocereus granadensis (Britton y Rose) Backeb., 1960
- Subpilocereus margaritensis (J.R.Johnst.) Backeb., 1941
- Subpilocereus remolinensis (Backeb.) Backeb., 1941
- Subpilocereus repandus (L.) Backeb., 1951
- Subpilocereus repandus var. weberi Backeb., 1960
- Subpilocereus russelianus var. margaritensis (J.R.Johnst.) Backeb., 1951

## Estado de conservación
En la Lista Roja de Especies Amenazadas de la UICN, la especie está clasificada como de “Preocupación Menor (LC)”.

## Usos
Se cultiva principalmente como planta ornamental y su propagación se realiza a través de esquejes o semillas.
Además, los indígenas wayú de la península de La Guajira en Colombia y Venezuela también utilizan la madera interna de la planta (parecida a una caña), para la construcción de casas con adobe y muebles. También los frutos y tallos son comestibles, y cuando se plantan juntas, las especies se utilizan como “cerca viva”. Incluso los tallos cortados se utilizan como sustituto del jabón.

## Galería

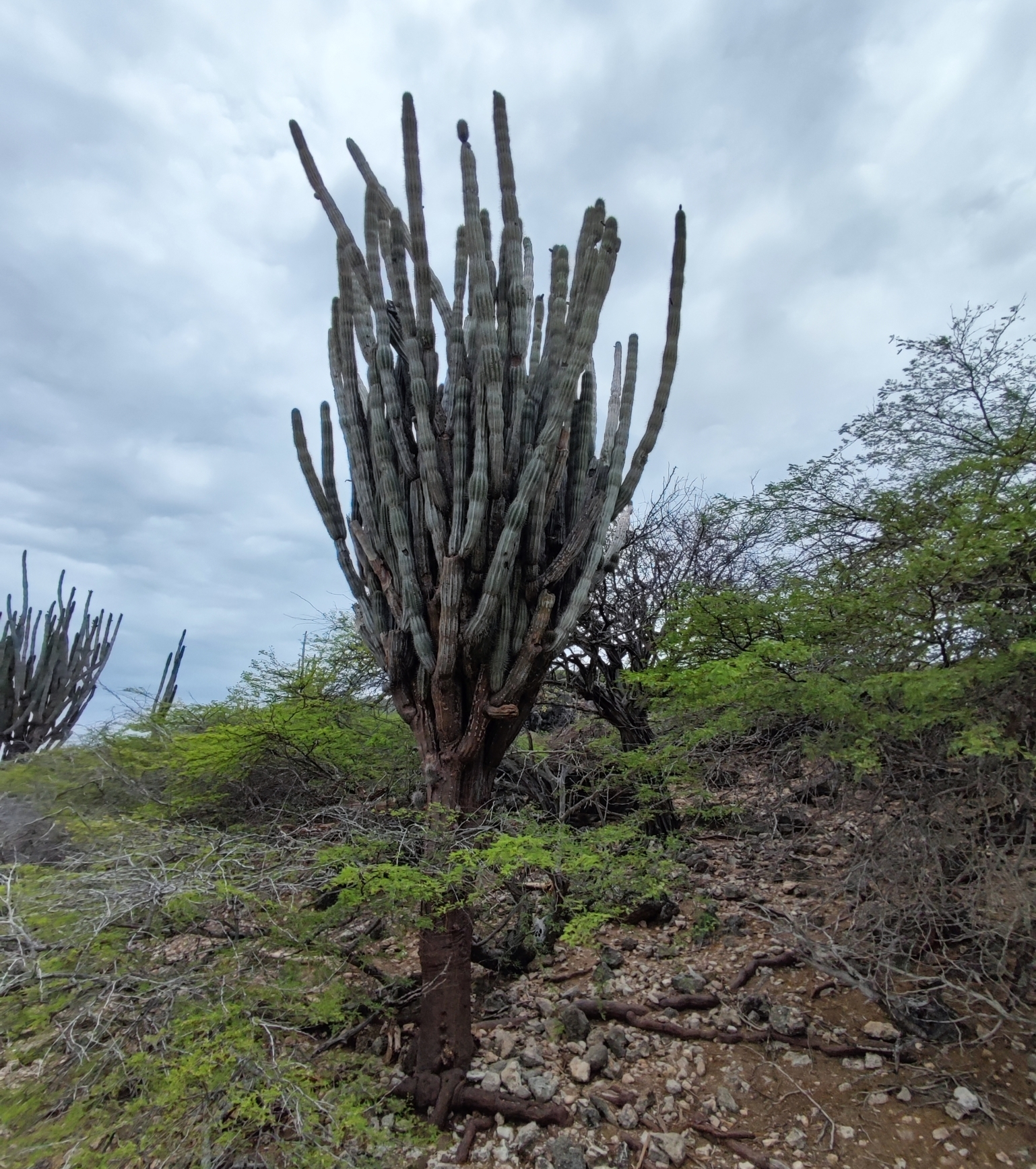
Porte de la planta
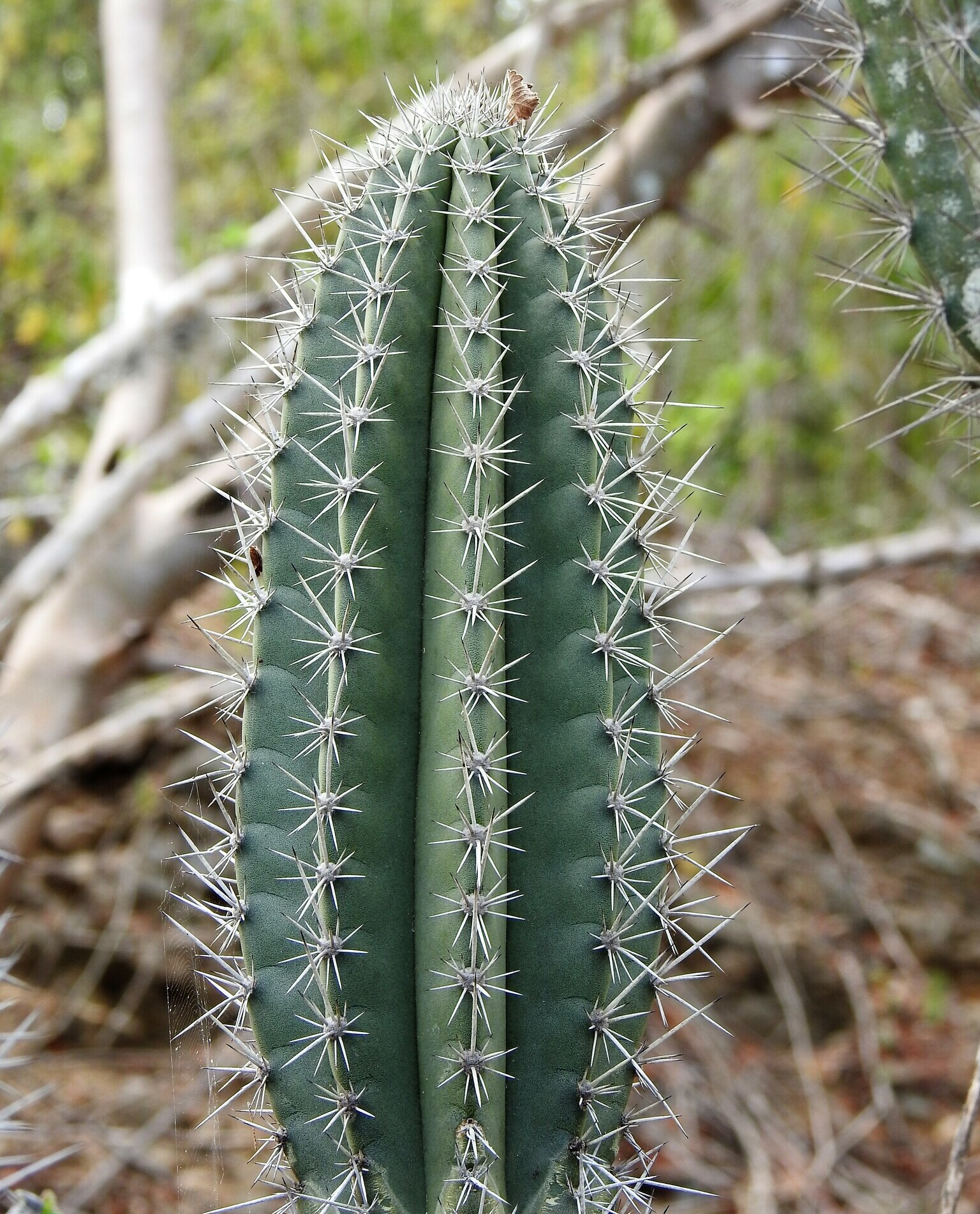
Detalle del tallo
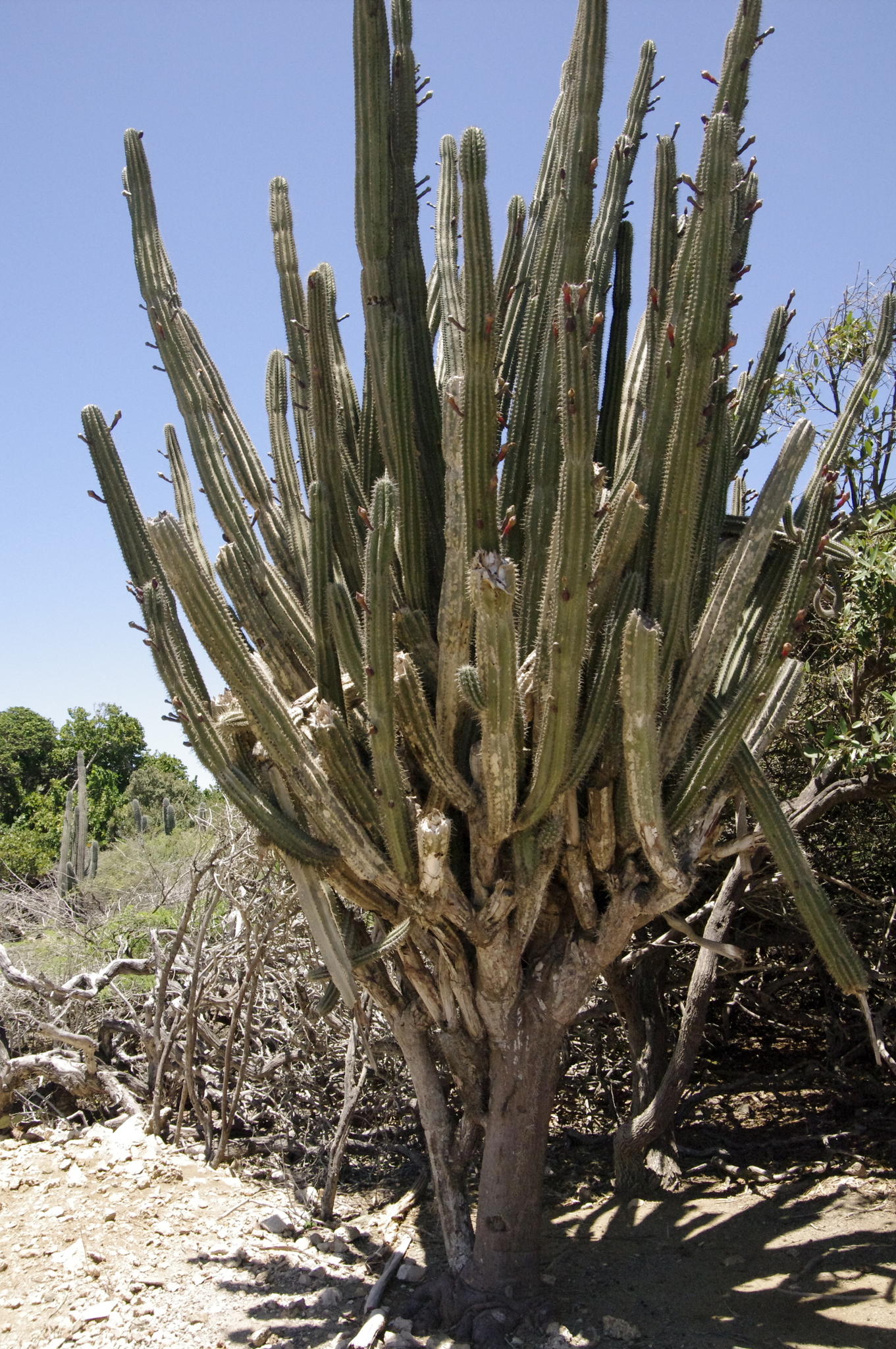
Planta en su hábitat
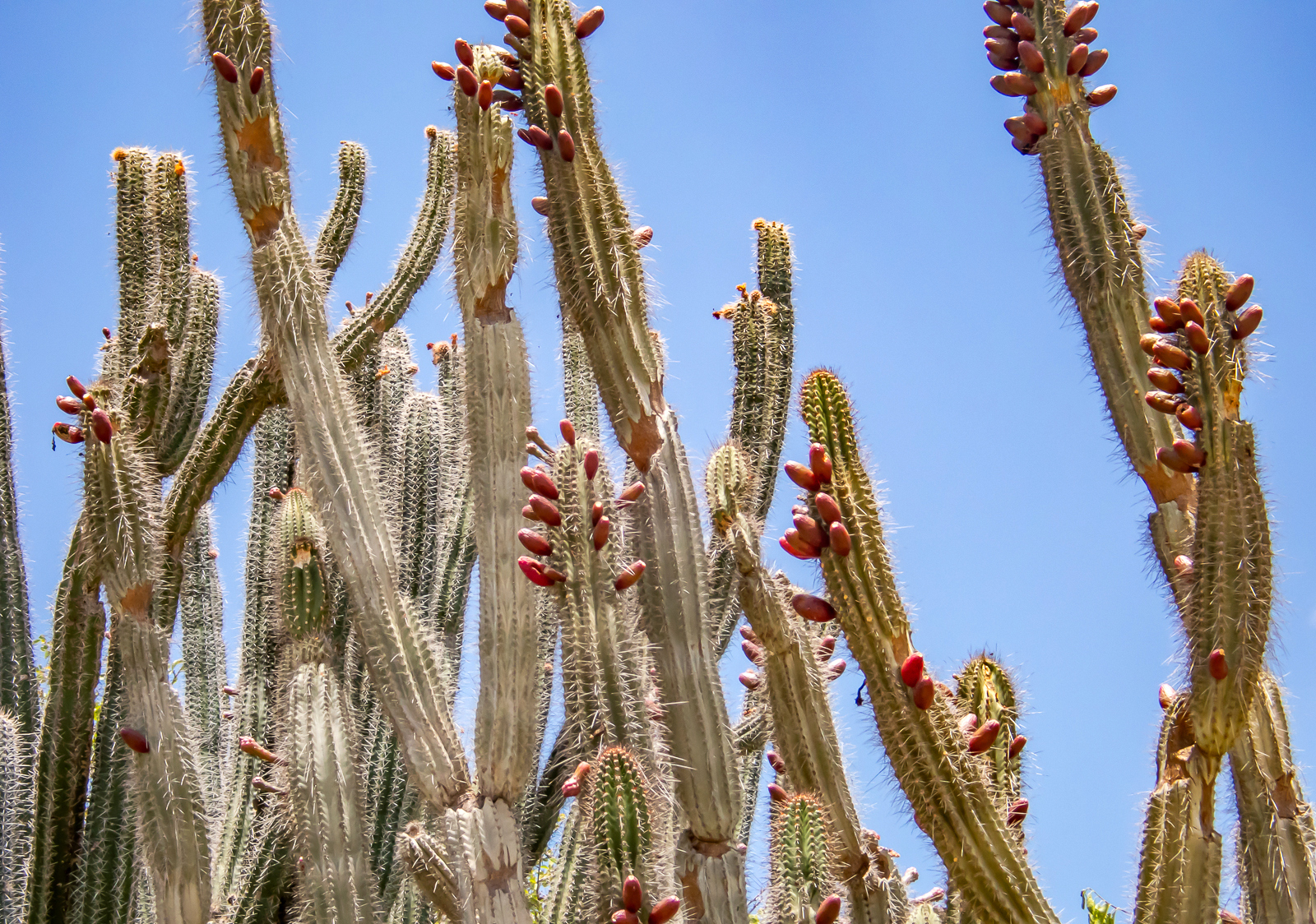
Planta con frutos
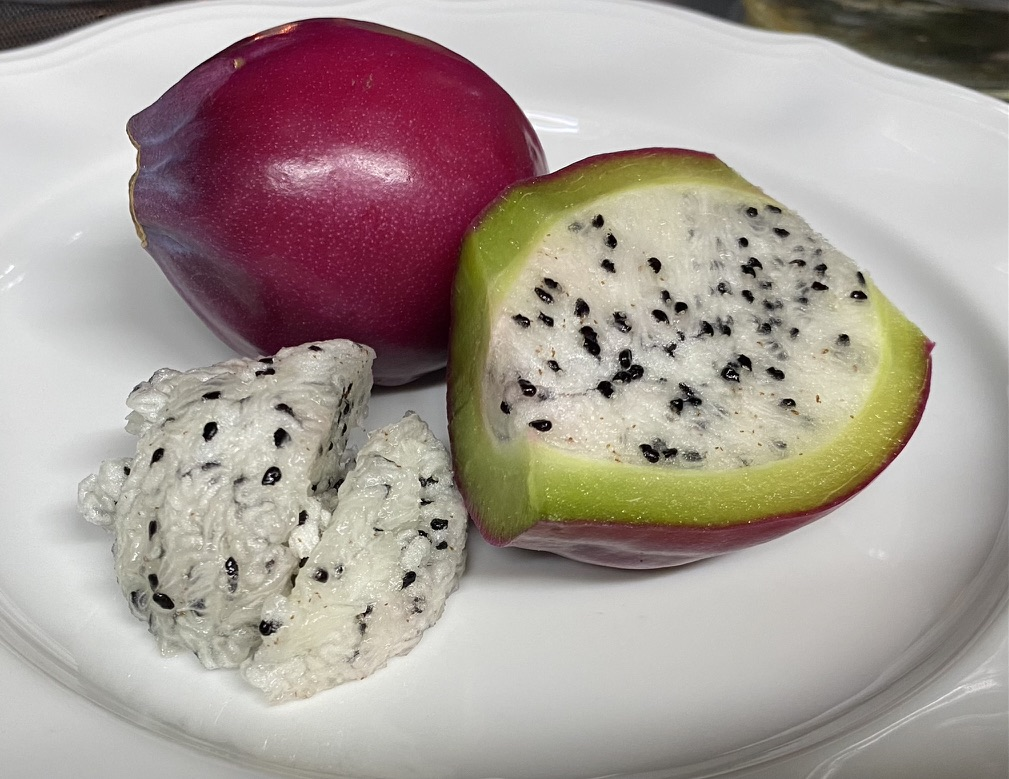
Detalle del interior del fruto